# 美国数学奥林匹克
美国数学奥林匹克（英語：United States of America Mathematical Olympiad）是一项数学竞赛，仅限美国公民或美国和加拿大居民参加，由美国数学竞赛和美国数学邀请赛成绩选拔出参赛名单，是选拔国际数学奥林匹克美国队的赛事之一。

## 資格
直至2003年，只有美國公民或永久居留的學生可以獲邀參加，2004年起，只要合法在美國居留的學生，都有資格獲邀參加。2021年，網上流傳一封美國學生家長的公開信，指責持F1簽證的中國留學生搶去美國隊的席位。信中指這些留學生在中國曾接受大量奧數訓練，對一直在美國受教育、沒有這種培訓資源的學生不公平。其後MAA宣布，從2022年IMO開始，只有美國公民及永久居民可以獲選進IMO美國隊。